# Kontiosaari (ö i Finland, Södra Savolax, Nyslott, lat 61,93, long 28,67)
Kontiosaari är en ö i Finland. Den ligger i sjön Haukivesi och i kommunen Rantasalmi i den ekonomiska regionen  Nyslotts ekonomiska region  och landskapet Södra Savolax, i den sydöstra delen av landet, 280 km nordost om huvudstaden Helsingfors. Öns area är 17,6 hektar och dess största längd är 0,6 kilometer i nord-sydlig riktning.